# Perrott's Folly
Perrott's Folly («El capricho de Perrott»), también conocido como «El Monumento» o «El Observatorio», es una torre de 29 metros de altura, situada como capricho en los jardines abiertos de Rotton Park, en la zona de Edgbaston, en Birmingham (Inglaterra). Tiene la catalogación de Grade II* listed building.

## Historia

### Edificación
Esta torre es uno de los edificios más antiguos que aún se mantienen en pie en Birmingham, pues fue erigida en 1758 por John Perrott, que vivía en Belbroughton. Hay muchas historias para explicar el motivo de la construcción de esta torre: que John Perrott quería ser capaz de vigilar sus tierras desde ella; que la construyó para entretener a sus invitados; que pretendía usarla como observatorio de caza, para localizar las presas desde lo alto; o, incluso, que la construyó para poder ver la tumba de su esposa, situada a 15 millas de distancia. Lo único seguro es que esta torre se trata de un capricho.

### Utilización como observatorio meteorológico
Desde 1884 la torre fue empleada como una estación de recogida de datos meteorológicos del Birmingham and Midland Institute. En 1966 el Departamento de Geografía de la Universidad de Birmingham tomó a su cargo el mantenimiento de la instalación, hasta que los equipos fueron trasladados al campus principal en 1979 

### Su conexión con Tolkien
Se ha sugerido, pero no probado, que las torres de Perrott's Folly y Edgbaston Waterworks podrían haber sido la inspiración o referencia de Las dos torres de los textos de J. R. R. Tolkien, que vivió de niño en las inmediaciones.

## Restauración y perspectivas de futuro
La torre aún sigue emergiendo por encima de las edificaciones residenciales y de oficinas de su entorno. En 1984 se formó la Perrott's Folly Company para renovar la torre y hacerla accesible al público. La empresa ha obtenido subvenciones del English Heritage y del Ayuntamiento de Birmingham para asegurar el edificio.
En verano de 2005 la Perrott's Folly Company en colaboración con el Birmingham Conservation Trust completó los trabajos de estabilización de la estructura. Sin embargo, aún son necesarios más fondos para completar las reparaciones en otros elementos, fondos que dependen de que se encuentre un uso productivo para el edificio. A principios de 2008 la torre se abrió al público, alojando una exposición de arte, con entrada gratuita.